# 히지카타 가쓰우지

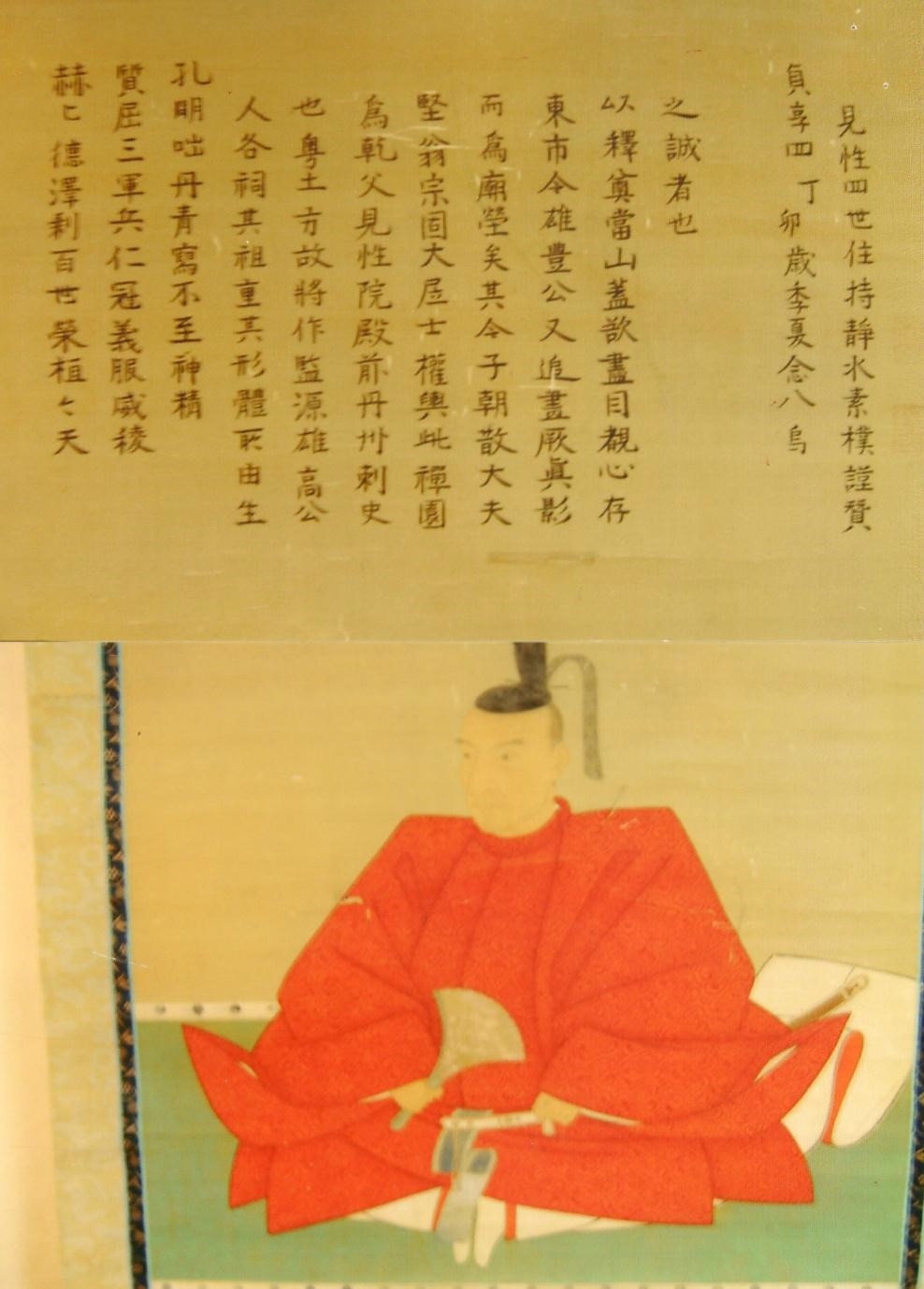
히지카타 가쓰우지

히지카타 가쓰우지(일본어: 土方雄氏, 1583년 ~ 1638년 8월 8일)는 아즈치모모야마 시대부터 에도 시대 전기까지의 무장, 다이묘이다. 이세 고모노 번 초대 번주를 지냈다.
|  | 제1대 고모노 번 번주 (히지카타가) 1600년 ~ 1635년 | 후임 히지카타 가쓰타카 |